# 安托万·布德尔
安托万·布德尔（法語：Antoine Bourdelle，發音：[ɑ̃twan buʁdɛl]；1861年10月30日—1929年10月1日），法国雕塑家、画家暨教育家，罗丹助手和学生，早年作品如《贝多芬像》等多模仿其师，后来研究古代东方和中世纪艺术，确立了属于自己的、大气磅礴的装饰性风格。其代表作《阿尔韦亚尔将军纪念碑》超过30米，在骑马将军像的台座下角还雕刻了四个象征性人物。其他作品还有《拉弓的赫拉克勒斯》、《1870年战争纪念碑》、《阿波罗头像》等。

## 生平
埃米尔·安托万·布德尔1861年10月30日生于法国蒙托邦，其父是牧人后代，母亲出身上层阶级。父亲把木匠手艺传给了小布德尔，他从小就能创作木雕。15岁凭政府的奖学金就读于巴黎国立美术学校，在入学考试中取得第二名。他不喜欢学院式的教育，半年后决定退学。他说：“我对奖学金、竞赛等制度完全不理解。如果到30岁我还没有自己的东西，要它有什么用。”
潦倒的布德尔经雕塑家达鲁介绍认识了罗丹，此后跟随罗丹15年，后者破旧立新的精神给布德尔很大影响。法国评论家阿纳托尔·法郎士认为罗丹“缺少综合的科学性，而布德尔非常懂得这些”。相比罗丹，布德尔的雕塑更加理性，具有建筑性。布德尔为后世留下的，是几千张素描、一百多幅绘画和几百件雕塑。

## 创作

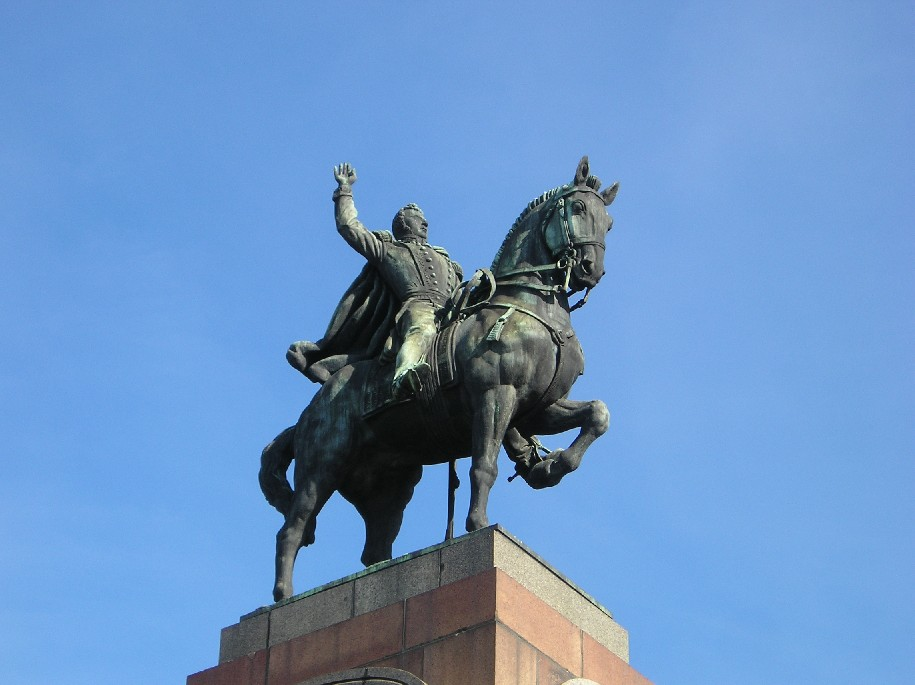
《阿尔韦亚尔将军纪念碑》

布德尔的创作理念后来与罗丹发生很大分歧，二人最终分道扬镳。罗丹是没有模特就不作雕塑的，而布德尔却反对这种自然主义的理念。他特别推崇中世纪教堂雕塑，认为它们虽然形体古怪，却自有体积和量感。布德尔的雕塑，以构成要素对象进行严格的分析综合，塑造空间体积感和曲线之美。他的作品善于运用变形，但又不完全脱离自然，比如他雕刻的衣褶往往厚重下垂，充满体积感和装饰感。

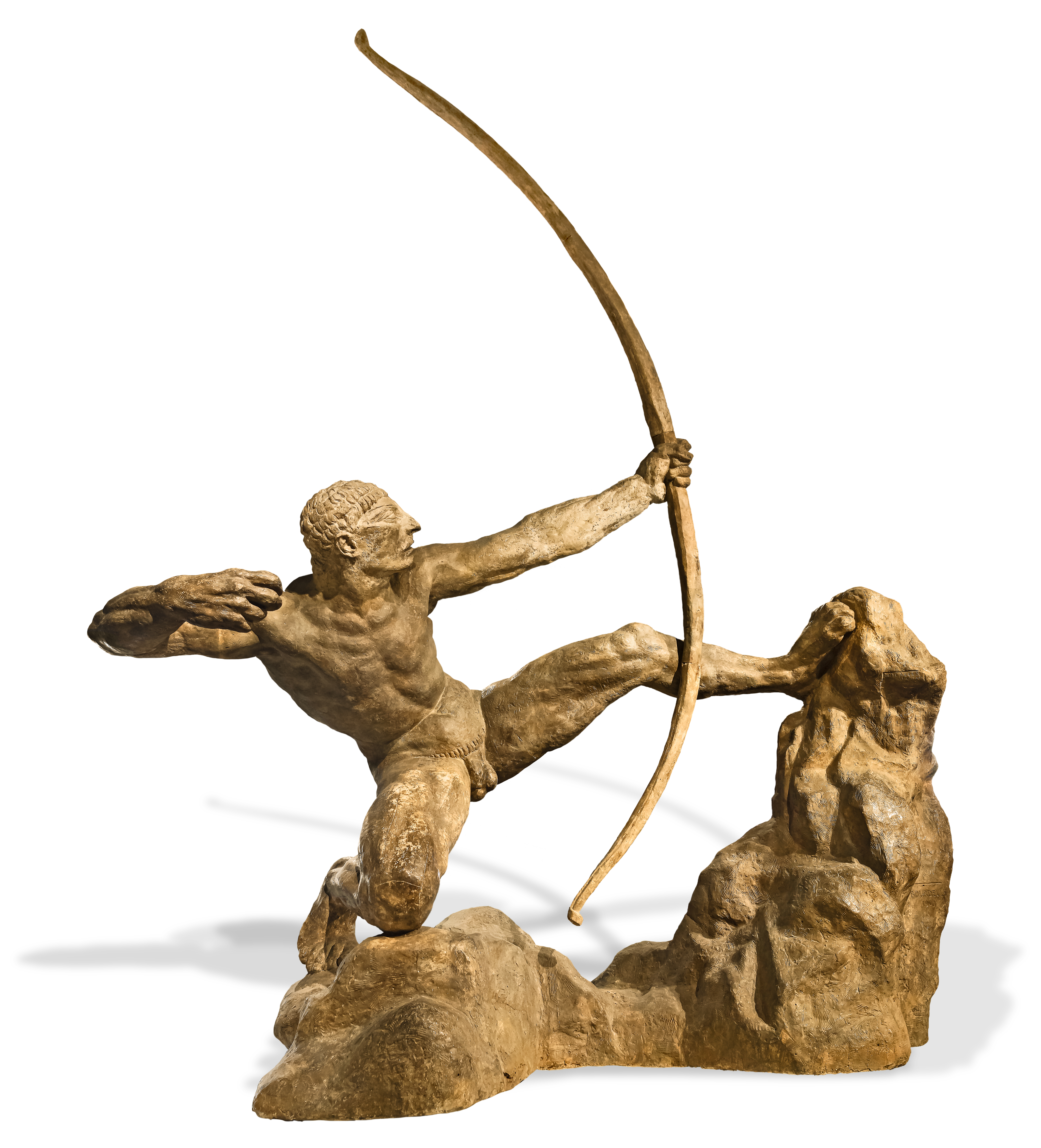
《拉弓的赫拉克勒斯》

布德尔喜欢文学和音乐，尤其喜爱贝多芬的作品，为这位作曲家创作了21件塑像。《贝多芬像》（1888）受罗丹影响，强调贝多芬蓬乱的卷发，明暗转折丰富。《拉弓的赫拉克勒斯》以希腊神话人物赫拉克勒斯表现现代人的精神与力量，这件雕塑中，两块巨岩托起了神话中的英雄，他全身肌肉紧绷，怒目圆睁，将长弓拉成满月状。这件作品充满了起伏韵律，预示了布德尔的新风格。《阿尔韦亚尔将军纪念碑》（1913）立于布宜诺斯艾利斯广场之上，歌颂了英勇无畏的阿根廷将军，总高33米，台座四角所雕4个巨人象征了“胜利”、“自由”、“力量”、“雄辩”。《阿尔萨斯圣母子像》（1922）高6米，充满曲线动感，表现回到祖国时母子的喜悦。这件雕像是为几年第一次世界大战结束后阿尔萨斯和洛林归还法国而作，具有宗教与现实双重含义。《密茨凯维奇纪念碑》（1925）刻画了波兰的爱国诗人亚当·密茨凯维奇，诗人像树立在高大的纪念柱顶端，柱的上部下部有浮雕，上部的浮雕是一位手持长剑的女神，下部则是三个向外观望的妇女。纪念碑曾遭到巴黎市议会的反对，靠市民集资才得以完成。
布德尔还为建筑创作了大量浮雕。与以往的浮雕不同，布德尔浮雕的剖面不是以弧形，而是以直角固定于底座上，显示出非凡的力度。浮雕的背景与主题几乎处于同一平面，具有装饰性，直线结构无题的边缘常刻有槽沟，构图具有统一性。《维纳斯的诞生》（1924，马赛歌剧院）的中央刻画了美神降生，四周是海涛上迎接的众神，右侧雕塑了自己和妻子的形象，渴盼维纳斯的到来，表现了作者对艺术美的追求。《奔向阿波罗》（1912-1913，香榭丽舍剧院）刻画了从四周奔向阿波罗的男女人物，颇具动感和气势。在剧场墙壁上还制作了一组小型浮雕《音乐》、《悲剧》和《舞蹈》。
布德尔的素描与新古典派、学院派不同，具有鲜明的雕塑感。代表作有《舞蹈》（1909）、《创作中的罗丹》（1909）等。

## 延伸阅读
- （法）安托万·布德尔著. 布德尔论艺术与生活. 邢啸声译 上海市：上海人民出版社, 2009.07.
- （法）布德尔（A. Bourdelle）作；王之江，杨蔼琪编. 布德尔 雕塑集. 北京市：人民美术出版社, 1982.
- 邢啸声编著. 布德尔. 南昌市：江西美术出版社, 2013.01.